# 南川万寿竹
南川万寿竹（学名：Disporum nanchuanense）为百合科万寿竹属的植物。该物种由易思荣2017年发现于重庆南川金佛山，经过实地考察和采集标本后被确认为万寿竹属新植物物种。该物种仅产于重庆市南川区，故名。